# Rádio SBSR
SBSR.FM foi uma estação de rádio sediada em Portugal, com origem em 29 de novembro de 2016. Surgiu após o encerramento da Rádio Nostalgia, ocupando as mesmas frequências de rádio. Desde então, passou a ser a rádio do Super Bock Super Rock.
Em março de 2024, a Entidade Reguladora da Comunicação Social autorizou a Medialivre a adquirir a frequência de Lisboa. A última emissão da rádio ocorreu no dia 30 de setembro de 2024.